# Mixomelia lepidodonta
Mixomelia lepidodonta là một loài bướm đêm trong họ Noctuidae.